# Issa Cissokho
Issa Cissokho (París, Francia, 23 de febrero de 1985) es un futbolista franco-senegalés, se desempeña como lateral derecho.

## Carrera
El fútbol es parte importante de la familia Cissokho, ya que es hermano mayor de Aly Cissokho, que también se desempeña como lateral.

### Inicios
Sus primeros pasos en el fútbol fueron en el club Louhans-Cuiseaux FC, en ese entonces perteneciente al Championnat National, tercera división francesa. Después pasó por el Guingamp, primero a prueba y luego jugando en el equipo reserva. Tuvo pasos posteriores por el US Orléans y Blois Football 41, hasta que en 2008 fichó por USJA Carquefou del Campeonato Francés Amateur.

### Nantes
El 2010 llega al FC Nantes, que en ese tiempo militaba en la Ligue 2. Jugó su primer partido el 8 de abril de 2011 frente al Châteauroux.
El FC Nantes logró el ascenso a la Ligue 1 al finalizar tercero en la temporada 2012-13 de la Ligue 2 por detrás del AS Mónaco y Guingamp, con Cissokho participando en 35 partidos.

### Genoa
El 20 de julio de 2015 se hace oficial su incorporación al equipo italiano Genoa CFC. Debutó oficialmente en la Serie A el 23 de agosto de 2015 por la primera fecha del campeonato ante el Palermo jugando como carrilero por derecha los 90 minutos. Ese partido el Genoa CFC lo perdería por 1-0.
Empezando como titular solo en 6 ocasiones, a mediados de octubre las oportunidades para Cissokho se reducirían, completando 13 partidos hasta diciembre. A fines de enero el club decide traspasarlo a préstamo al Bari.

## Bari
Llega a préstamo al club el 27 de enero de 2016 en busca de minutos, que lamentablemente no conseguiría. Solo disputó 5 partidos, 3 como titular y 2 entrando desde el banco de suplentes. Su préstamo finalizó el 30 de junio de 2016.

## Selección nacional
Pese a ser francés de nacimiento, decidió jugar por la selección de Senegal. Debutó en un amistoso frente a Zambia el 14 de agosto de 2013.

## Clubes
| Club          | País    | Año         |
| ------------- | ------- | ----------- |
| FC Nantes     | Francia | 2010 - 2015 |
| Genoa CFC     | Italia  | 2015        |
| Bari (Cedido) | Italia  | 2016        |